# Bloktrein
Een bloktrein (of charter) is een goederentrein die specifiek voor een bepaalde klant wordt ingezet. Deze vorm van transport is geschikt voor klanten die lading voor een complete trein kunnen aanbieden. Veelal hebben afzender en ontvanger een eigen spooraansluiting. Het voordeel voor de klant is dat hij kan rekenen op een vaste dienstregeling. Daarnaast is een vaste trein in de regel sneller dan een gemengde goederentrein, doordat er bij een bloktrein verder geen rangeerwerk nodig is. 
Vaak gaat het om bulkgoederen: een graantrein, een kolentrein, ertstreinen; maar ook een containertrein kan een bloktrein zijn. Meestal bestaat deze uit éénzelfde type wagon. Deze trein wordt nergens onderweg gesplitst of samengevoegd met een andere.